# 엣지 애니메이션

엣지애니메이션/EDGE Animation은 대한민국의 애니메이션 제작사이다.
주로 미국 작품들을 주로 하며 워너브라더스등 해외의 여러 회사들과 협업하고 있다.

## 주요 작품
- STRETCH ARMSTRONG AND THE FLEX FIGHTERS
- YOUNG JUSTICE Season 3
- KIPO AND THE AGE OF WONDERBEASTS
- BATMAN: SOUL OF THE DRAGON
- BATMAN: LONG HALLOWEEN, PART 1
- WONDER WOMAN & THE JUSTICE SOCIETY
- YOUNG JUSTICE Season 4